# Miniopterus medius
Miniopterus medius es una especie de murciélago de la familia Vespertilionidae.

## Distribución geográfica
Se encuentra en Indonesia Malasia y Tailandia y posiblemente en  Papúa Nueva Guinea e Islas Salomón.